# Esgrus
Esgrus (dänisch: Eskeris oder auch Eskris) ist eine Gemeinde im Kreis Schleswig-Flensburg in Schleswig-Holstein. In ihrer heutigen Form besteht sie seit 1973.

## Geographie

### Geographische Lage
Das Gebiet der Gemeinde Esgrus erstreckt sich im östlichen Bereich von Angeln, der Ostseehalbinsel zwischen Flensburger Förde und Schlei. Landschaftlich ist es geprägt von der Lage im Naturraum des Schleswig-Holsteinischen Hügellandes des Norddeutschen Tieflands.

### Ortsteile
Atzbüll (dänisch Adsbøl), Birzhaft (dänisch Berrishave), Blick, Brunsholm, Esgrusschauby (dänisch Eskeris Skovby oder Eskris Skovby), Frauenhof (dänisch Nygaard), Griesgaard (dänisch Grisgaard), Grünholz, Haveholz, Jürgensfeld, Lüchtoft (dänisch Løgtoft), Röhrmoos (dänisch Rørmose), Rottberg (dänisch Rødbjerg), Schrepperie (dänisch Skræpperyde oder auch Skræpperi), Schwanburg (dänisch Svaneborg), Tollschlag (dänisch Tolslev), Ulfegraff (dänisch Ulvegrav) und Wippendorf (dänisch Vippetorp) liegen im Gemeindegebiet.

### Nachbargemeinden
Das Gemeindegebiet von Esgrus wird umlagert von selbigen der Gemeinden:
|        | Niesgrau                                    |            |
| Sterup | Kompassrose, die auf Nachbargemeinden zeigt | Stangheck  |
| Rügge  | Scheggerott, Oersberg                       | Stoltebüll |

## Geschichte
Esgrus wurde 1352 erstmals erwähnt. Der Ortsname leitet sich vermutlich von Es-rus (Steinhaufen, wo Eschen wachsen, von altdän. æski für Eschengehölz) ab.
Die St.-Marien-Kirche aus dem 12. Jahrhundert ist eine der ältesten Feldsteinkirchen in Angeln. Der Backstein-Turm stammt aus dem 15. Jahrhundert. Unter dem Turm befindet sich eine Grabkammer für Gut Rundhof.

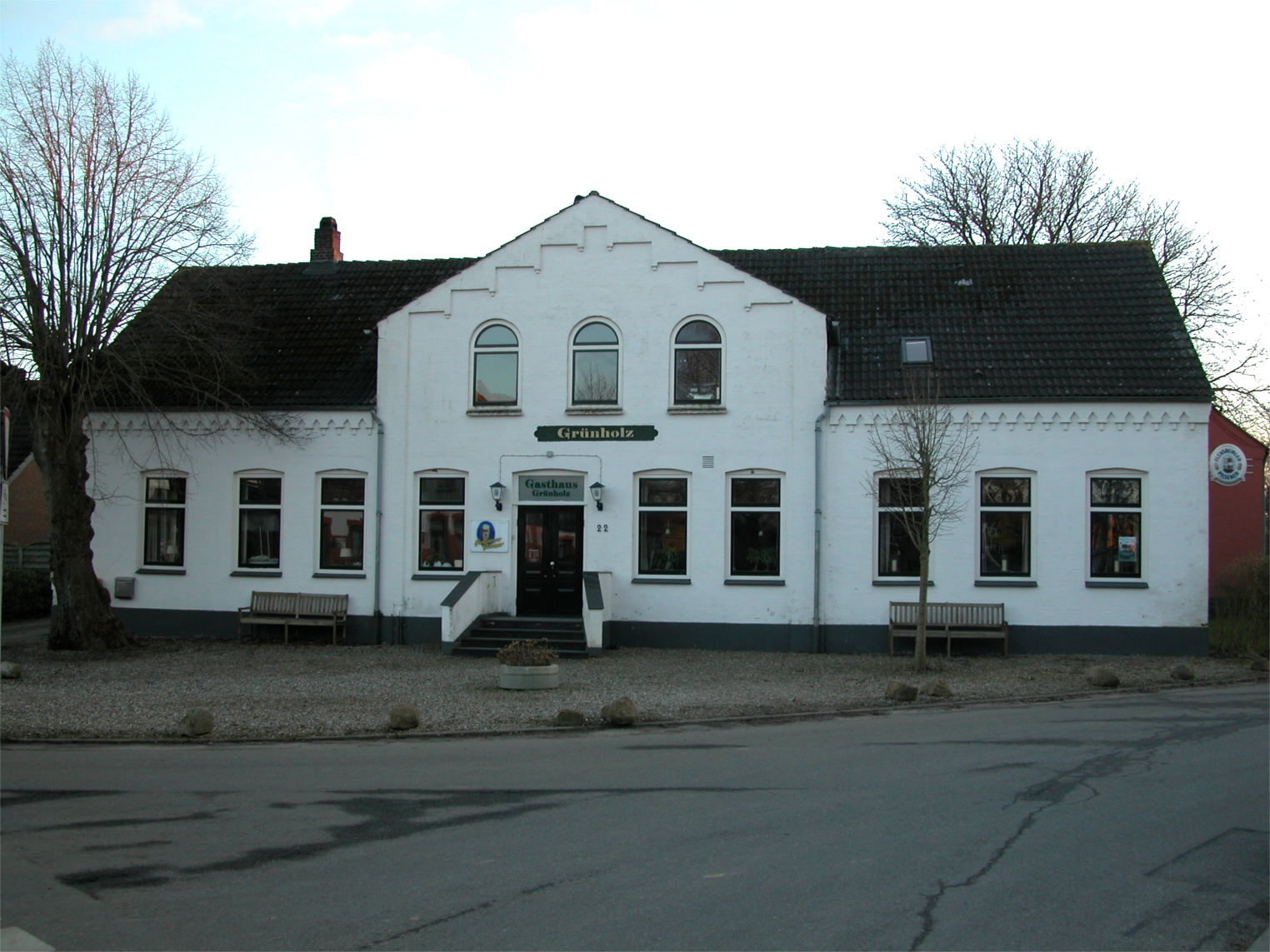
Ehemaliges Empfangsgebäude des Bahnhofs Grünholz

Von 1886 bis Anfang der 1950er Jahre bestand im heutigen Ortsteil Grünholz eine Bahnstation der Flensburger Kreisbahn.
Am 2. Mai 1945, also zum Ende des Zweiten Weltkrieges, hielt sich Heinrich Himmler mit Gefolge in Ellgaard nahe Atzbüll auf (Lage). Himmler war über die sogenannte Rattenlinie Nord in den Flensburger Raum gekommen, um sich an der letzten Reichsregierung in Flensburg-Mürwik zu beteiligen. Johannes Festesen aus Ellgaard berichtete in seinem Tagebuch über Himmlers Aufenthalt in Ellgaard: „Es pochte an unserem Schlafzimmerfenster und mit vor Ehrfurcht ersterbender Stimme hörten wir ihn sagen: „Der Reichsführer und Oberste Befehlshaber der SS, Heinrich Himmler.“ Es blieb mir nichts anderes übrig, als ihn hereinzulassen. Himmler stand vor unserem Haus auf dem Rasen und begrüßte mich mit den Worten: „Sie sollen mich aufnehmen.“ Ich sagte: „Ja, das muss ich ja wohl.“ Darauf er wieder: „Ja, das müssen Sie.“ … Am anderen Morgen verschwand er wieder.“ Himmlers nächster Aufenthalt war Hüholz bei Ausacker. An der Flensburger Regierung wurde Himmler nicht beteiligt, weshalb er dann bald darauf weiter nach Süden ins Niedersächsische Gebiet flüchtete, wo er von britischen Soldaten gefangen genommen wurde und kurz darauf am 23. Mai 1945 in Lüneburg Suizid beging.

## Politik

### Gemeindevertretung
Bei der Kommunalwahl am 14. Mai 2023 wurden insgesamt elf Sitze vergeben. Diese fielen erneut alle an die Wählergemeinschaft Esgrus. Die Wahlbeteiligung betrug 55,0 %.

### Wappen
Blasonierung: „Unter blauem Schildhaupt, darin nebeneinander ein abnehmender silberner Mond und ein sechsstrahliger silberner Stern, in Gold eine bewurzelte grüne Esche.“
Der erste Teil des Gemeindenamens kann Esche bedeuten. Daher ist die Hauptfigur des Wappens eine Esche. Die grüne Farbe und die Bewurzelung des Baumes sind zugleich als Zeichen für ein lebendiges, seiner dörflichen Wurzeln noch bewusstes, ländliches Gemeinwesen zu verstehen. Mond und Stern im Schildhaupt sind die Zeichen der dem Kirchspiel Esgrus übergeordneten Nieharde. Die Harden waren noch aus der Wikingerzeit stammende dänische Verwaltungs- und Gerichtssprengel. Esgrus gehörte bis 1867 der Nieharde an. Die Schildfarben sind diejenigen des Herzogtums Schleswig.

### Partnergemeinde
Mit der Gemeinde Katzow in Mecklenburg-Vorpommern besteht eine Partnerschaft.

## Wirtschaft und Infrastruktur

### Wirtschaftsstruktur
In der Gemeinde haben sich viele Gewerbe- und Dienstleistungsbetriebe angesiedelt.

### Verkehr
Durch die Gemeinde Esgrus führt die schleswig-holsteinische Landesstraße 21 zwischen Flensburg und Kappeln. In beiden Städten ist sie an der Bundesstraße 199 angebunden. Im Ortsteil Brunsholm wird sie von der Landesstraße 252 gekreuzt.

## Sehenswürdigkeiten

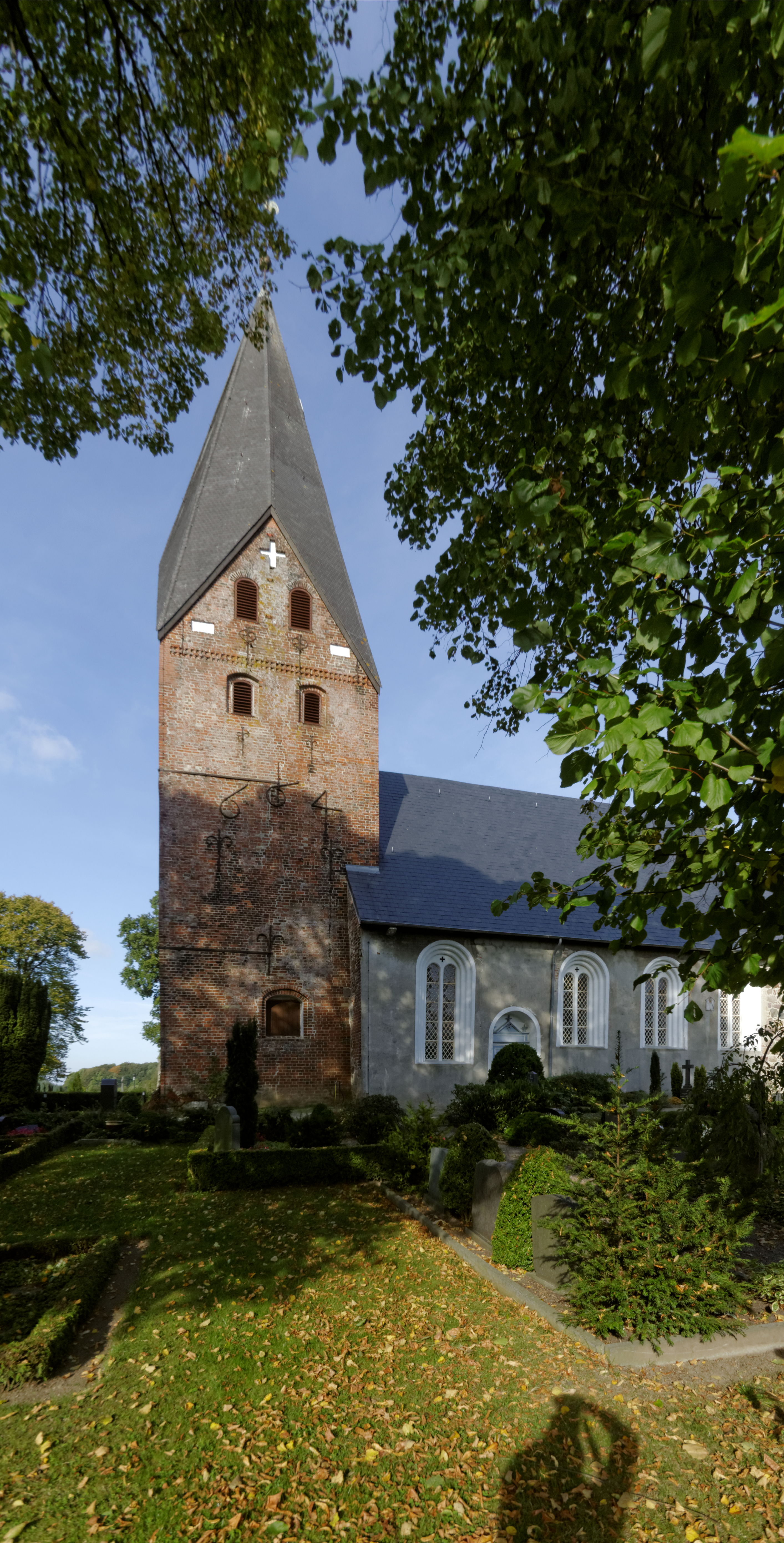
St.-Marien-Kirche (Südansicht)
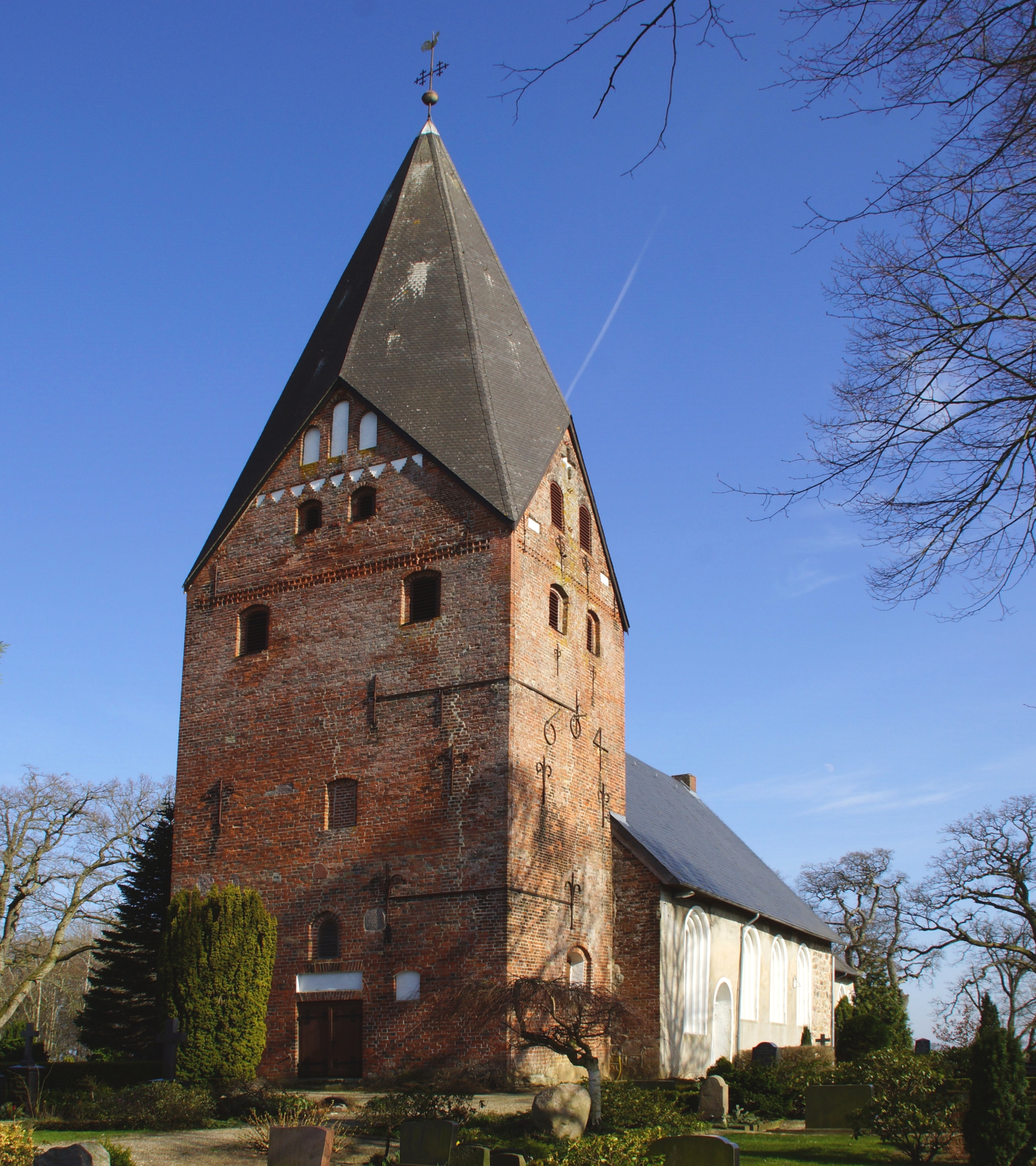
St.-Marien-Kirche aus Südwesten (2018)
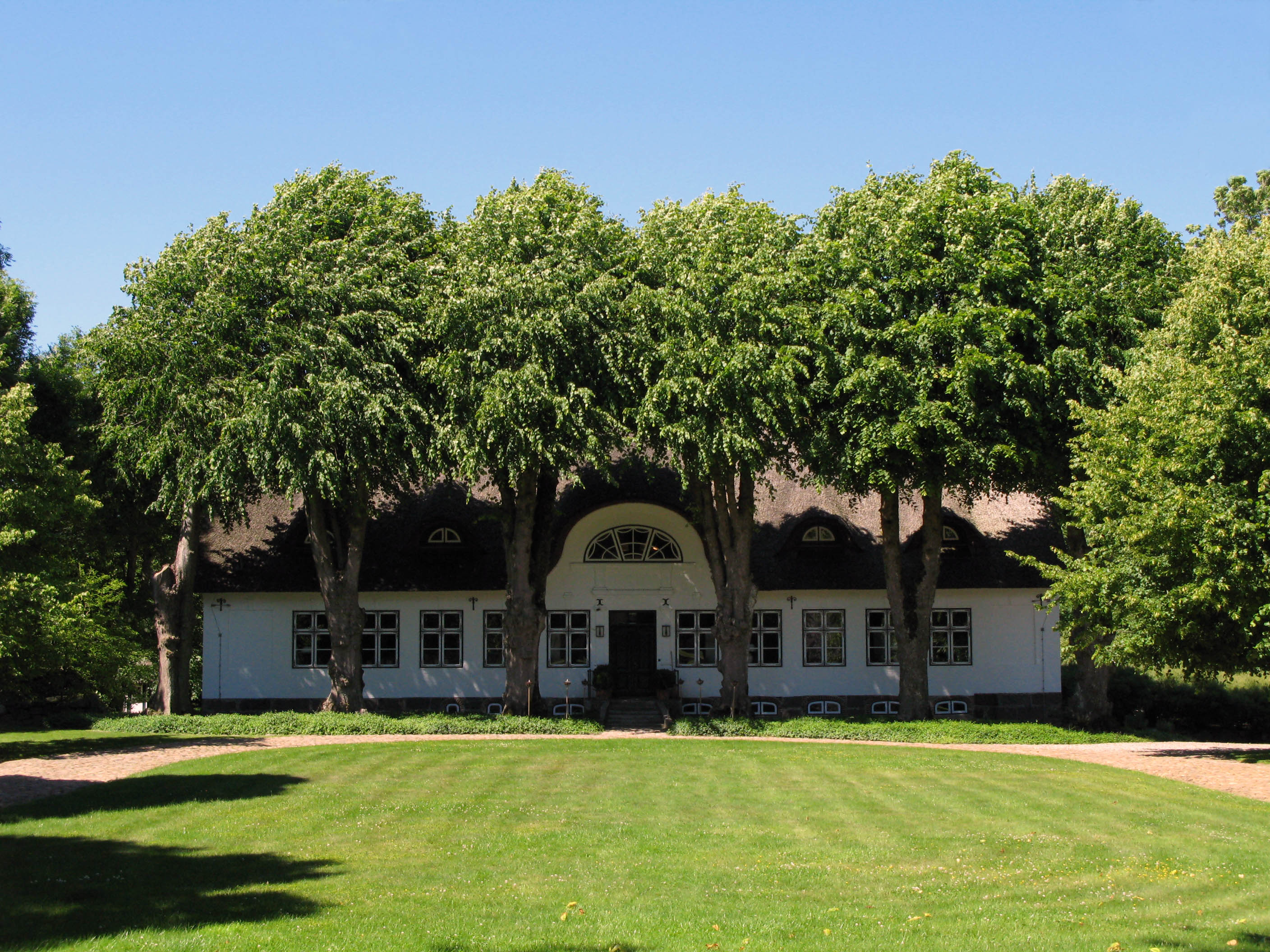
Gut Frauenhof, Herrenhaus mit Lindenreihe
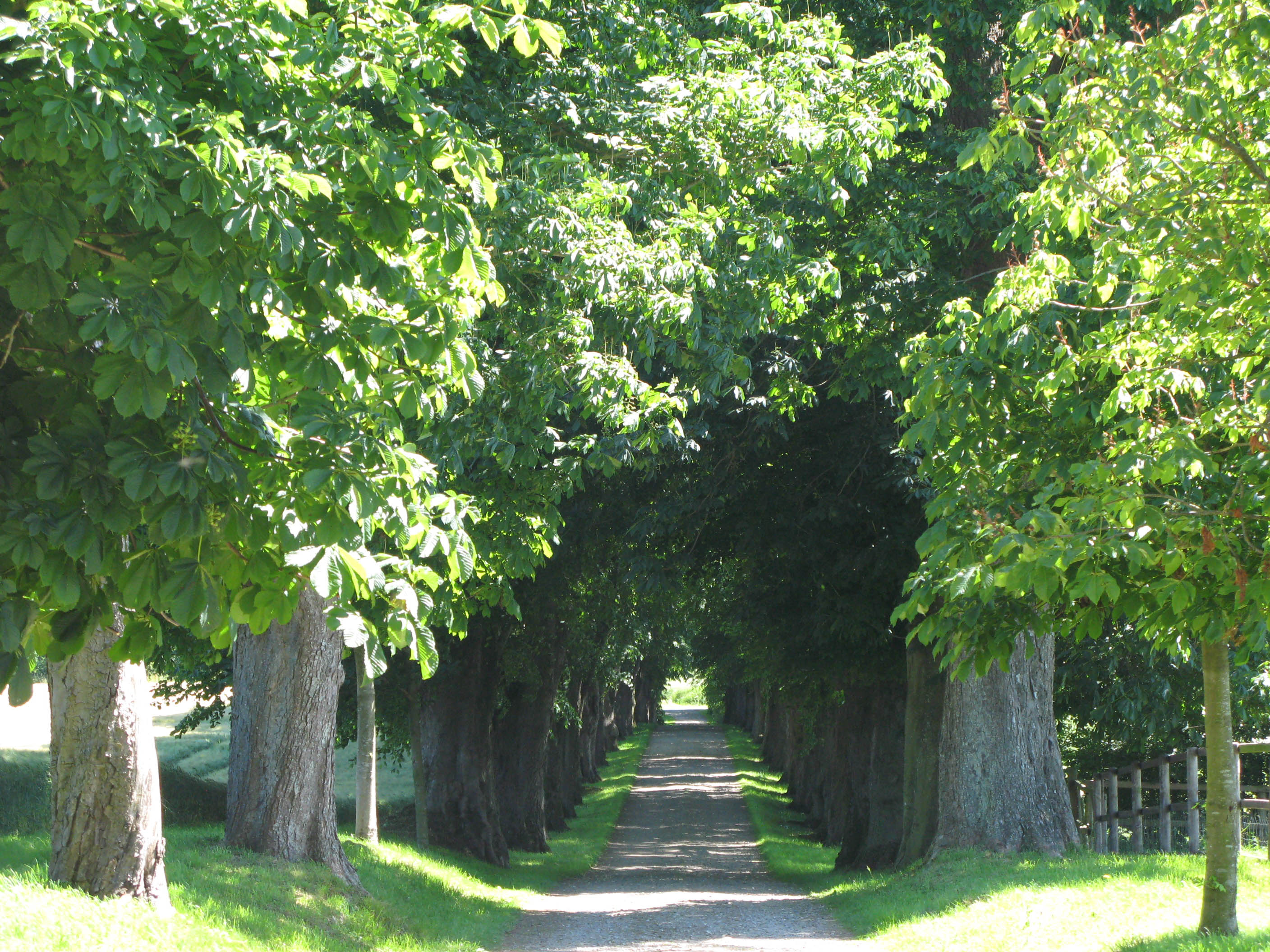
Gut Frauenhof, Zufahrtsallee
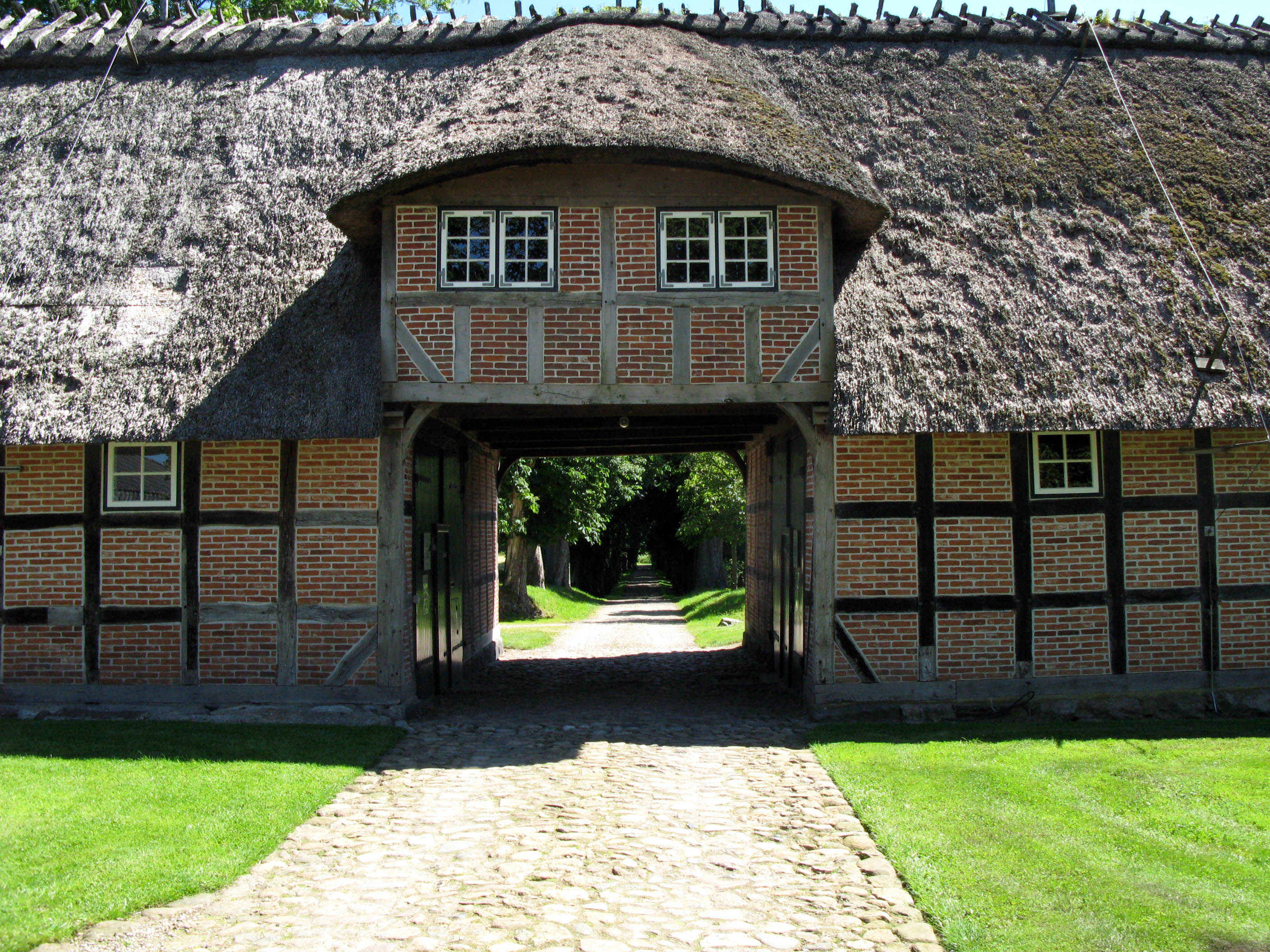
Gut Frauenhof, Torhaus

In der Liste der Kulturdenkmale in Esgrus stehen die in der Denkmalliste des Landes Schleswig-Holstein eingetragenen Kulturdenkmale.
Bei Esgrus befinden sich zwei Gutshöfe, der Hof Brunsholm (auch „Herrenhof“ genannt) sowie das Gut Frauenhof. Das Gut Frauenhof steht auf dem Areal der geschleiften Burg Kappeshoi. Der repräsentativ gestaltete Dreiseithof in Frauenhof ist über eine Allee mit einem Fachwerk-Torhaus zu erreichen. Drei alte adlige Damen mit den merkwürdigen Namen Tan Nails, May Hues und Tekkel Jerrekoks, welche dort einst wohnten, sollen einer Sage nach die Stifter der St.-Marien-Kirche von Norderbrarup sein, denn sie wollten sich die Zeit für den Kirchgang nach zur St.-Georgs-Kirche in Struxdorf sparen.

## Persönlichkeiten
- Christian Nicolaus Bruhn (1796–1863), evangelisch-lutherischer Theologe
- Jürgen Brix (1830–1916), Journalist
- Doris Schnittger (1833–1915), Malerin und Kulturhistorikerin
- Theodor Brix (1844–1905), Journalist